# 万柳村大街隧道
东纵快速路隧道是一条位于天津河北区的地下交通通道，北起志成道立交桥，南接中纺前街与万柳村大街交口，下穿北站立交桥和北宁公园西大湖。总长1.25公里，宽13.25米、高5.2米，为上下行双向6车道，限高4.5米。为天津市快速路的重要组成部分。

## 链接
- 北宁公园